# Krzyk w nocy
Krzyk w nocy – polski film niemy z 1922 roku na motywach powieści Stefana Kiedrzyńskiego o tym samym tytule w reżyserii Henryka Bigoszta.

## Fabuła
Film opowiada historię rodziny Milberstonów. Rena Milberston, roczarowana małżeństwem z Szymonem Porębskim szuka ukrywa przed nim nowo narodzone dziecka (mówiąc mu, że umarło) i ucieka do ojca. Szymon w akcie zemsty zabija Renę. Stary Milberston jest świadkiem śmierci córki i poprzysięga zemstę. Szymon spędza kolejne lata życia w odosobnieniu, aż do dnia kiedy spotyka młodą ulicznicę sprzedającą kwiaty o uderzającym podobieństwie do zmarłej Reny. Szymon i Bronka biorą ślub. Ich szczęście mąci stary Milberston, który opowiada im historię ich życia mówiąc na końcu: Rena umarła, ale dziecko jej żyje. Twoja żoną jest twoją córką.

## Obsada
W filmie wystąpili: Kazimierz Kamiński, Teodor Roland, Mieczysław Myszkiewicz, Michał Halicz, Zofia Savelli i Tadeusz Olsza.